# Кокран, Харри
Харри Ко́кран (Кохран, англ. Harry Cochrane; родился 24 апреля 2001 года в Глазго, Шотландия) — шотландский футболист, полузащитник клуба «Харт оф Мидлотиан».

## Клубная карьера
Кокран — воспитанник клуба «Харт оф Мидлотиан». 30 сентября 2017 года в матче против «Данди» он дебютировал шотландской Премьер-лиге. 17 декабря 2017 года поединке против «Селтика» Харри забил свой первый гол за «Харт оф Мидлотиан».